# Georgia Magic
I Georgia Magic sono stati una franchigia di pallacanestro della WBA, con sede a Marietta, in Georgia, attivi dal 2004 al 2013.
Nati a Chattanooga nel 2004 come Chattanooga Majic, rinunciarono al campionato WBA all'ultimo momento. Nel 2005 si spostarono a Cleveland, rinominandosi Cleveland Majic. Terminarono la stagione con un record di 11-13. Nei play-off persero al secondo turno con i Southern Crescent Lightning.
Nel 2006 ebbero un record di 7-14, perdendo nei quarti di finale con i Rome Gladiators.
Dopo un anno di pausa, ripresero l'attività nel 2008 a Buford, come Buford Majic. Terminarono con un record di 6-4, perdendo la finale per il titolo con i Decatur Court Kings.
Nel 2009 vinsero il titolo battendo in finale i Tupelo Rock-n-Rollers.
Nel 2010 si spostarono a Gwinnett, dove vinsero il titolo per due anni di seguito, perdendo poi la finale del 2012.
Nel 2013 si trasferirono a Marietta, cambiando di nuovo denominazione.

## Stagioni
| Stagione | Lega | Denominazione     | V  | P  | %    | Piazzamento                               | Play-off         |
| -------- | ---- | ----------------- | -- | -- | ---- | ----------------------------------------- | ---------------- |
| 2004     | WBA  | Chattanooga Majic | -  | -  | -    | Ritirati prima dell'inizio della stagione | -                |
| 2005     | WBA  | Cleveland Majic   | 11 | 13 | 45,8 | 2º                                        | Secondo turno    |
| 2006     | WBA  | Cleveland Majic   | 7  | 14 | 35,0 | 4º                                        | Quarti di finale |
| 2008     | WBA  | Buford Majic      | 6  | 4  | 60,0 | 2º                                        | Finale           |
| 2009     | WBA  | Buford Majic      | 9  | 1  | 90,0 | 1º                                        | Campioni         |
| 2010     | WBA  | Gwinnett Majic    | 10 | 3  | 76,9 | 1º                                        | Campioni         |
| 2011     | WBA  | Gwinnett Majic    |    |    |      | 1º                                        | Campioni         |
| 2012     | WBA  | Gwinnett Majic    |    |    |      |                                           | Finale           |
| 2013     | WBA  | Georgia Magic     |    |    |      | 5º                                        | -                |